# Puebla de Sanabria
Puebla de Sanabria è un comune spagnolo di 1 595 abitanti situato nella comarca di Sanabria, provincia di Zamora, appartenente alla comunità autonoma di Castiglia e León.